# Unter falscher Flagge (film 1914)
Unter falscher Flagge è un cortometraggio muto del 1914. Il nome del regista non viene riportato nei credit del film interpretato da Max Neufeld, qui in una delle sue primissime apparizioni sullo schermo come attore.

## Produzione
Il film fu prodotto dalla Wiener Kunstfilm.

## Distribuzione
Il cortometraggio fu presentato a Vienna il 23 gennaio 1914.